# Urceolella papillaris
Urceolella papillaris är en svampart som först beskrevs av Pierre Bulliard (v. 1742–1793), och fick sitt nu gällande namn av Jean Louis Emile Boudier 1907. Urceolella papillaris ingår i släktet Urceolella och familjen Hyaloscyphaceae.   Inga underarter finns listade i Catalogue of Life.